# Eco Rallye A Coruña
L'Eco Rallye A Coruña è una competizione automobilistica che si svolge in Spagna con base a La Coruña. Riservata a veicoli alimentati tramite fonti di energia alternativa, è inserita dal 2024 nel programma della FIA ecoRally Cup.

## Albo d'oro
| Edizione | Vincitore                                                       | 2º classificato                                  | 3º classificato                                                     |
| -------- | --------------------------------------------------------------- | ------------------------------------------------ | ------------------------------------------------------------------- |
| 2024     | Eneko Conde Pujana (pilota) Lukas Sergnese Bermúdez (co-pilota) | Guido Guerrini (pilota) Artur Prusak (co-pilota) | José Manuel Pérez Aicart (pilota) Javier Herrera Alejos (co-pilota) |
| 2024     | Kia EV6                                                         | Kia eNiro                                        | Hyundai Kona                                                        |